# Горчива любов (сериал, 2015)
Горчива любов (на турски: Acı Aşk) e турски сериал, премиерно излъчен през 2015 – 2016 г.

## Сюжет
Сериалът е римейк на 20-серийната корейска драма „Безнадеждна любов“, излъчена през 2007 г.
Булут е мъж, който е женен за дъщерята на своя шеф Ферман. Той не обича съпругата си Суде, която има психични проблеми. Един той среща младата цигуларка Мелек, която се влюбва в него. Тяхната любов е страстна, но е невъзможна.
Синът на Ферман, Али е влюбен в Ейлюл, която е наркоманка и затова бащата на Али не я одобрява. Тя умира от свърхдоза и тогава той намира утеха у Мелек. Постепенно Али и Мелек се влюбват.

## Актьорски състав
- Сечкин Йоздемир – Булут Оджак
- Селин Шекерджи – Суде Кьоклюкая-Оджак
- Сезги Сена Акай – Мелек Йълмаз-Кьоклюкая
- Алперен Дуймаз – Али Кьоклюкая
- Бурак Ямантюрк – Мехмет
- Хюсеин Авни Данял – Ферман Кьоклюкая
- Нериман Угур – Шахика Кьоклюкая
- Еркан Джан – Решат Явуз
- Асуман Дабак – Елмас
- Назан Дипер – Айтен Оджак
- Мутлу Гюней – Сафет Йълмаз
- Чаала Йозавджъ – Дениз
- Толга Менди – Хайдар
- Умур Йит Ванлъ – Синан

## В България
В България сериалът започва на 2 януари 2019 г. по bTV и завършва на 22 февруари. Дублажът е на студио Медиа Линк. Ролите се озвучават от Василка Сугарева, Мина Костова, Петя Абаджиева, Момчил Степанов и Тодор Георгиев.
На 23 октомври започва повторно излъчване по bTV Lady и завършва на 13 декември. На 21 април 2021 г. започва ново повторение и завършва на 11 юни.